# SOKO Leipzig/Staffel 1
Die erste Staffel der deutschen Krimiserie SOKO Leipzig feierte ihre Premiere am 31. Januar 2001 auf dem Sender ZDF. Das Finale wurde am 18. April 2001 gesendet.
Diese Staffel bildet das erste Spin-off von SOKO 5113 im SOKO-Serienuniversum. Die Episoden wurden mittwochs auf dem 18:05-Uhr-Sendeplatz erstausgestrahlt.

## Darsteller
| Rollenname                                      | Schauspieler             |
| ----------------------------------------------- | ------------------------ |
| Kriminalhauptkommissar Hans-Joachim Trautzschke | Andreas Schmidt-Schaller |
| Kriminaloberkommissar Jan Maybach               | Marco Girnth             |
| Kriminaloberkommissarin Ina Zimmermann          | Melanie Marschke         |
| Kriminalkommissar Miguel Alvarez                | Gabriel Merz             |
| Staatsanwältin Dr. Sommer                       | Miriam von Versen        |
| Rechtsmedizinerin Dr. Sandra Schönfeld          | Silke Heise              |

## Episoden
| Nr. (ges.) | Nr. (St.) | Originaltitel        | Erstausstrahlung D | Regie            | Drehbuch                                         | Prod. code |
| --- | --------- | -------------------- | ------------------ | ---------------- | ------------------------------------------------ | ---------- |
| 1 | 1         | Flucht nach Fahrplan | 31. Jan. 2001      | Johannes Grieser | Nikolaus Schmidt                                 | 1          |
| In Leipzig überfallen zwei Räuber das Juweliergeschäft Dahm. Als sie flüchten wollen, ist ihr Auto zugeparkt und sie müssen auf die Straßenbahn ausweichen. Dabei treffen sie auf Kriminalhauptkommissar Trautzschke, der auf dem Weg zu seiner Tochter ist und bald skeptisch wird ob dem Verhalten der beiden Männer. Gastdarsteller: Wolf Roth als Petzold, Robinson Reichel als Wernecke, Dieter Jaßlauk als Dahm Senior |           |                      |                    |                  |                                                  |            |
| 2 | 2         | Taximorde            | 7. Feb. 2001       | Johannes Grieser | Rigobert Mayer                                   | 2          |
| Wiederholt wird in Leipzig ein Taxifahrer ermordet, doch Kriminaloberkommissar Jan Maybach vermutet keine Verbindung zwischen den beiden Morden, da sie sich nur augenscheinlich ähneln. Währenddessen wird erneut ein Taxi überfallen und die Fahrer rüsten eigenmächtig auf. Das SOKO-Team muss schnell handeln. Gastdarsteller: Günter Schubert als Hannes Grothe, Wolfram Berger als Harald Stahl, Angela Roy als Hanna Seebald, George Lenz als Ingo Feil, Daniel Minetti als Alfred Bernitz |           |                      |                    |                  |                                                  |            |
| 3 | 3         | Brandnarben          | 14. Feb. 2001      | Johannes Grieser | Sebastian Andrae                                 | 3          |
| Während eines Großbrandes bei Restaurierungsarbeiten stirbt die Tochter von Konrad Paulus, dem Investor. Seine Enkelin Carlotta kann durch den Hausmeister Frisch gerettet werden, doch er verstrickt sich in Widersprüche. Auch der Baureferent Dr. Clemens Reinecke gibt den Ermittlern Rätsel auf. Die Ermittler müssen herausfinden, wer für die Brandstiftung verantwortlich ist. Gastdarsteller: Lambert Hamel als Paulus, Klaus Schindler als Reinecke, Carl-Heinz Choynski als Frisch, Peter W. Bachmann als Bieler, Anka Baier als Ärztin |           |                      |                    |                  |                                                  |            |
| 4 | 4         | Bombenspiel          | 21. Feb. 2001      | Johannes Grieser | Rigobert Mayer                                   | 4          |
| Bei einer Abhöraktion der Geschäftsleute Preetz und Schulte in einem Hotel in Leipzig erscheint ein Mitarbeiter von Preetz, ausgestattet mit einem ferngesteuerten Bombengürtel. Die Erpresser fordern zwei Millionen Mark. Das Hotel wird evakuiert, doch die Täter sind dem Team der SOKO immer einen Schritt voraus. Gastdarsteller: Michael Lott als Jähnisch, Johann von Bülow als Preetz, Gerd Fitz als Schulte, Wolfgang Häntsch als Ries, Dietmar Burkhard als Dorn |           |                      |                    |                  |                                                  |            |
| 5 | 5         | Wilde Triebe         | 28. Feb. 2001      | Bodo Schwarz     | Sebastian Andrae                                 | 7          |
| In einer Kleingartenkolonie am Leipziger Stadtrand wird Thomas Mohr ermordet. Er hatte Streit mit dem Vereinsmitglied Erich Willms wegen des Umganges von Willms’ Tochter und dem Toten. Kriminalhauptkommissar Trautzschke ermittelt undercover bei den Schrebergärtnern und versucht an Informationen zu kommen. Gastdarsteller: Dieter Montag als Erich Willms, Denise Zich als Nadine, Harald Maack als Blessing, Bernd Gnann als Thomas Moor, Konstanze Breitebner als Renate Menzel |           |                      |                    |                  |                                                  |            |
| 6 | 6         | Bennis Entführung    | 7. März 2001       | Bodo Schwarz     | Rigobert Mayer                                   | 6          |
| Während eines Ausfluges mit Kriminalkommissar Alvarez wird Benni Maybach, der Sohn von Kriminaloberkommissar Jan Maybach, entführt. Ein Streit entbricht zwischen den beiden Ermittlern und Kriminalhauptkommissar Trautzschke muss zwischen ihnen schlichten. Währenddessen erscheint Jans Ex-Frau Anja in Leipzig. Gastdarsteller: Julia Jäger als Anja, Dirk Martens als Jens Aidenbach |           |                      |                    |                  |                                                  |            |
| 7 | 7         | Abschied für immer   | 14. März 2001      | Johannes Grieser | Christine Hartmann                               | 5          |
| An Leipziger Hauptbahnhof stürzt die schwangere Mona Trautmann auf die Gleise und wird von einem einfahrenden Zug überfahren. Der Vorfall gibt den Ermittlern Rätsel auf und führt sie in die Leipziger Fußballszene. Gastdarsteller: Stefan Reck als Bernd Trautmann, Manou Lubowski als Thorsten Krämer, Kathrin Ackermann als Oda Trautmann, Karina Kraushaar als Mona Trautmann, Brigitte Beyerler als Andrea Renz, Peter Franke als Lok-Harry |           |                      |                    |                  |                                                  |            |
| 8 | 8         | Todesflug            | 21. März 2001      | Bodo Schwarz     | Nikolaus Schmidt                                 | 8          |
| Auf den Drogendealer und Zuhälter Böhme wird mittels explodierenden Modellhubschraubers ein Anschlag verübt. In Verdacht geraten sein Konkurrent Johann Solms, der Privatdetektiv Bernd Taschen und ein Modellflugzeugverein auf dem Flughafen Leipzig-Halle. Gastdarsteller: Patrick Winczewski als Johann Solms, Lucia Gailová als Mara, Uwe Jellinek als Bernd Taschen, Gerd Wameling als Martin Plischke, Roland Astor als Karl Merkes |           |                      |                    |                  |                                                  |            |
| 9 | 9         | Liebesdienste        | 28. März 2001      | Johannes Grieser | Nikolaus Schmidt                                 | 9          |
| Der Investor Hermann Krüger stürzt aus dem 34. Stockwerk eine Hochhauses. Der Schnapsfabrikant Armin Horn, der Schulden bei Krüger hatte, gerät ebenso wie die Ehefrau Heide Krüger ins Visier der Kommissare. Gastdarsteller: Krystian Martinek als Armin Horn, Eleonore Weisgerber als Heidi Krüger, Sandra Borgmann als Anna Horn, Jens Eulenberger als Michael Krüger, David C. Bunners als Ulrich Püchler |           |                      |                    |                  |                                                  |            |
| 10 | 10        | Tod im Internat      | 4. Apr. 2001       | Bodo Schwarz     | Nikos Ligouris, Claus Wilbrandt, Yury Winterberg | 10         |
| Der unbeliebte Schüler Joschi Meindl wird tot aufgefunden. Sieht es zunächst nach einem Unfall aus, so bestätigt die Obduktion den Verdacht des Mordes. Die Ermittler müssen im Internat des Knabenchors ermitteln, doch dann stößt die SOKO auf einen Komplott von Erpressung, Konkurrenz und Eifersucht. Auch stellt sich heraus, dass Joschi das Opfer einer Verwechslung wurde. Eigentlich hatte es der Täter auf Musterschüler Fabian Pirck abgesehen und nun gerät dieser in Lebensgefahr. Gastdarsteller: Maximilian Cress als Fabian Pirck, Dennis Grabosch als Friedrich Mauthner, Patriq Pinheiro als Raik Hoppe, Siggi Kautz jr. als Manuel Fell, Berivan Kaya als Sybille Karner, Michael Gordon als Felix Mauthner, Sabine Bach als Marlene Pirck |           |                      |                    |                  |                                                  |            |
| 11 | 11        | Der letzte Blues     | 11. Apr. 2001      | Bodo Schwarz     | Heike Rübbert                                    | 11         |
| Mirko Fischer, der Mitarbeiter des Gewerbeamtes, wird während des Blues-Festivals in Leipzig zusammengeschlagen und überfahren. Der Fall scheint klar, da die Blutspur in die Wohnung des Veranstalters Roland Strehlitz führt. Doch die Ermittler zweifeln an seiner Schuld. Ins Visier gerät der Betreiber einer Tapas-Bar, aber auch der Security-Mann André Konrad hat kein Alibi. Gastdarsteller: Volker Lechtenbrink als Roland Strehlitz, Anne Kasprik als Konstanze Marquard, Chrissy Schulz als Annett Kern, Fabian Harloff als André Konrad, Falk-Willy Wild als Florian Förster |           |                      |                    |                  |                                                  |            |
| 12 | 12        | Börsenfieber         | 18. Apr. 2001      | Bodo Schwarz     | Sebastian Andrae, Tim Krause                     | 12         |
| Prof. Kai Berger wird erschossen aufgefunden. Er hatte vor seinem Tod Geschlechtsverkehr. Die Spur führt zu den drei Studenten Jonas, Daniela und Dennis, die Betreiber einer dubiosen Unternehmensberatung, doch auch die Ehefrau des Opfers, Angelika Berger, scheint den Ermittlern etwas zu verschweigen. Gastdarsteller: René Hofschneider als Kai Berger, Sabine Vitua als Angelika Berger, Florian Heiden als Jonas, Minh-Khai Phan-Thi als Daniela, Florian Fischer als Daniel, Christoph Quest als Ewald Lübcke |           |                      |                    |                  |                                                  |            |

## DVD-Veröffentlichung
Die DVD zur ersten Staffel erschien am 29. Januar 2007.